# Charge non linéaire
Une charge non linéaire est une charge (un élément de circuit qui consomme une puissance, active ou réactive, sur le système d'alimentation – ne pas confondre avec la charge électrique) qui n'est pas exclusivement constituée de dipôles électriques linéaires.
Un dipôle est dit non linéaire si la fonction F qui relie l'intensité qui le traverse à la tension qui lui est appliquée ne vérifie pas la relation :
- F(α x1 + βx2) = α F(x1) + β F(x2)
- α et ß étant des nombres réels ou complexes.

Ceci a plusieurs conséquences :
- Alimentée par des tensions sinusoïdales, cette charge est traversée par des courants qui ne sont pas purement sinusoïdaux : on parle de courants harmoniques
- Le facteur de puissance ne peut pas être assimilé au cosinus du déphasage du courant par rapport à la tension (pour la bonne raison que le courant n'est pas sinusoïdal).

Dans une charge constituée de nombreux dipôles, un seul dipôle non linéaire (par exemple une diode) rend cette charge non linéaire.
La plupart des dispositifs de l'électronique de puissance se comportent comme des charges non linéaires. Par exemple, une lampe halogène alimentée directement est une charge linéaire alors que cette même lampe alimentée à travers un gradateur est une charge non linéaire.
Dans certains cas la distinction entre charge linéaire et charge non linéaire est plus délicate : dans une certaine gamme de tension et de courant, une réactance à noyau de fer peut être considérée comme une charge linéaire. Au-delà d'un certain seuil, la saturation se fait sentir et cette réactance doit être considérée comme une charge non linéaire.